# Campionati europei di Formula Kite 2023
I Campionati europei di Formula Kite 2023 si sono svolti a Portsmouth, nel Regno Unito, dal 16 al 24 settembre2023.

## Podi
| Evento                 | Oro              | Argento           | Bronzo            |
| Formula Kite Maschile  | Riccardo Pianosi | Maxime Nocher     | Lorenzo Boschetti |
| Formula Kite Femminile | Eleanor Aldridge | Annelous Lammerts | Poema Newland     |

## Medagliere
| Posiz. | Nazione     | Oro | Argento | Bronzo | Totale |
| ------ | ----------- | --- | ------- | ------ | ------ |
| 1      | Italia      | 1   | 0       | 1      | 2      |
| 2      | Regno Unito | 1   | 0       | 0      | 1      |
| 3      | Francia     | 0   | 1       | 1      | 2      |
| 4      | Paesi Bassi | 0   | 1       | 0      | 1      |
| Totale | Totale      | 2   | 2       | 2      | 6      |